# L'Exécution
Pour les articles homonymes, voir L'Exécution (homonymie).
L'Exécution est un livre de Robert Badinter paru en 1973 et relatant le procès de Claude Buffet et Roger Bontems, qui les mena tous les deux à la guillotine alors que Bontems n'avait jamais tué. Ce récit est autant le manifeste de Robert Badinter sur son combat contre la peine de mort, que ses réflexions sur le métier et le rôle d'avocat.

## Récit
Robert Badinter, avocat de Roger Bontems, disposait d'une preuve matérielle disculpant Bontems du meurtre : le couteau de ce dernier, un Opinel, qui ne correspondait pas aux marques laissées sur le cou des victimes. Mais le rapport d'expert attestant ce fait était frappé de nullité par faute d'un vice de forme, de sorte que Robert Badinter ne pouvait en faire état lors du procès sans encourir une sanction disciplinaire. Il le fit néanmoins.
Le jury reconnut finalement que c'était bien Buffet qui avait tué les deux otages, mais n'accorda de circonstances atténuantes à aucun des deux accusés, ce qui signifiait la mort. Le pourvoi en cassation fut rejeté, et la grâce présidentielle refusée. L'assassin et le complice furent donc exécutés le 28 novembre 1972.
Cette injustice – « on n'exécute pas celui qui n'a pas tué » – le révolta et le poussa à combattre la peine de mort, combat relaté dans son livre L'Abolition.

## Commentaires
C'est un livre personnel dans lequel Robert Badinter réfléchit sur le métier d'avocat, sur la défense, faisant de nombreux retours sur sa jeunesse et sur ses liens avec son maître Henry Torrès à qui il rend hommage.
Des ajouts sont effectués lors d'une réédition de l'ouvrage, en 1998.
Avec L'Abolition, un téléfilm est tiré du livre où le rôle Robert Badinter est interprété par Charles Berling et celui d'Henry Torrès par Gérard Depardieu.

## Éditions
- Robert Badinter, L'Exécution, Grasset, Paris, 1973, 211 p.
- Robert Badinter, L'Exécution, Le Livre de poche (no 3454), Paris, 1976, 219 p.  (ISBN 2-253-01122-3)
- Robert Badinter, L'Exécution, nouv. éd. rev. et augm., Fayard, Paris, 1998, 230 p.  (ISBN 2-213-59544-5)
- Robert Badinter, L'Exécution, livre audio, lu par Charles Berling, extraits choisis par l'auteur, avec une présentation lue par l'auteur, Audiolib (no 25 0238 3), Paris, 2009, 2 CD, 2 h  (ISBN 978-2-35641-202-7)